# Història màgica de Catalunya
Història Màgica de Catalunya és un joc de taula editat i lliurat amb el diari Avui el 1996, per a un màxim de 6 jugadors i un mínim de 2, ambient en una època medieval fantàstica a Europa, on es barregen llegendes i mitologia amb la realitat.
El joc va ser creat i dissenyat la primavera de 1996 com encàrrec de l'empresa Biplano per al diari Avui. El producte es va presentar en format de joc de taula amb cartes, que eren col·leccionables i d'aparició periòdica amb el diari Avui. La publicació va començar l'11 de setembre del mateix any i va acabar el 31 d'octubre, inclosa una segona ampliació de cartes per al joc.
Està ambientat en una època medieval fantàstica a Europa, més concretament als territoris de Catalunya, Itàlia i les costes mediterrànies d'Àfrica i França. Al tauler hi apareixen també diferents llegendes de la història de Catalunya.
Cada participant ha de completar les distintes gestes o missions que apareixen a les cartes. El joc també inclou figures, daus i instruccions. L'ambició més gran a la qual es pot aspirar és la de convertir-se en un heroi llegendari, especialment si aconsegueix vèncer al drac que està assolant Catalunya. Per fer això, el jugador ha d'aconseguir l'experiència suficient per assolir l'objectiu. L'experiència s'aconsegueix mitjançant encontres, combats i perilloses missions que li permetran al jugador enfrontar-se al drac…i potser derrotar-lo.
El joc també inclou figures, daus i instruccions.

## Components
- 1 tauler que representa el Mar Mediterrani
- 146 (+ 2 índex) targetes de joc dividides en 3 grups:
  - Esdeveniments
  - Encontres
  - Missions
- 6 figures de color verd que representen els jugadors
- 6 figures de color vermell que representen els personatges que podem trobar al llarg del joc
- 2 daus
- 1 llibre d'instruccions

## Preparació del joc
Es col·loca el tauler al centre dels jugadors. 

Cada jugador agafa un full de paper on dibuixarà les caselles per apuntar el seu nom de personatge (pot ser inventat), el tipus de personatge (guerrer/a, aventurer/a o mag/a) i les tres característiques: força, valor i saviesa.
| Nom del personatge: | ____________________ |
| Tipus:              | ____________________ |
| Força:              | ____________________ |
| Valor:              | ____________________ |
| Saviesa:            | ____________________ |

Cada tipus de personatge té unes característiques diferents.

El guerrer/a s'apunta un 1 a la seva força i un 0 a les altres dues.

L'aventurer/a s'apunta un 1 al seu valor i un 0 a les altres dues.

El mag/a s'apunta un 1 a la seva saviesa i un 0 a les altres dues.

## Inici de la partida
El jugador inicial serà el que obtingui la puntuació més alta tirant un dau. Després continua seguint el sentit de les agulles del rellotge.

## Seqüència de joc
Cada jugador realitza en el seu torn les següents accions:
- Fase de moviment
- Fase d'acció. Agafa una targeta i executa l'acció si es considera oportú o si és obligatori.

### Fase de moviment
El jugador que té el torn es pot desplaçar a un punt adjacent mentre es trobi unit per un camí, ja sigui terrestre o marítim.

Un jugador pot decidir quedar-se a la mateixa ubicació prescindint del moviment, però només es pot realitzar un màxim de 2 torns seguits.

### Fase d'acció
El jugador que té el torn comença la seva fase d'acció agafant 1 o 2 targetes, encara que pot jugar prèviament alguna de les que ja tingui a la mà. El tipus de targeta que pot agafar el jugador ve indicat al mateix tauler mitjançant els símbols corresponents:
- La rosa correspon a Esdeveniments
- El casc correspon a Encontre
- La copa correspon a Missió

Aquelles ubicacions en les quals es poden escollir més d'una targeta venen indicades per les 2 torres que té la ubicació. Si la ubicació només té una torre, només se'n pot agafar una. També existeixen ubicacions on no hi ha torres; això vol dir que el jugador només hi passa, sense poder agafar targetes, tot i que si que pot utilitzar les que té a la mà.

Segons la targeta que hagi agafat el jugador, podrà realitzar diverses accions. Cada acció i els seus efectes venen descrits a la mateixa targeta.

## Targetes
Existeixen 3 tipus de targetes:
- Targetes d'Encontre, simbolitzades amb un casc
- Targetes d'Esdeveniment, simbolitzades amb una rosa
- Targetes de Missió, simbolitzades amb una copa

Totes les targetes es poden conservar per jugar en el moment que el jugador consideri oportú o ser jugades al moment, excepte les targetes que tenen un símbol "instantani" (bola vermella) que han de ser jugades immediatament de forma obligatòria.

El nombre màxim de cartes que un jugador pot tenir a la mà són 5. Si es tenen 4 cartes i se'n agafen 2, el jugador haurà de descartar-ne una o utilitzar-la immediatament.

### Targetes d'Encontre
Les targetes d'Encontre inclouen la següent informació:
- Valor de les característiques de l'encontre determinat pels valors que apareixen al costat de cada símbol (cor, espasa i llibre). Si la carta no té ni nombres ni símbols, significa que aquella carta és un objecte.
- L'efecte de la carta (duel, ajuda, objecte, etc.)
- Text de contingut històric, no rellevant pel joc.
- El símbol instantani:
  - Si hi ha una bola vermella, la carta s'ha de jugar immediatament.
  - Si hi ha una bola blava, la carta es pot guardar per utilitzar-la quan es vulgui.

#### Efectes de les targetes d'encontre
Les targetes d'Encontre poden tenir diferents efectes:
- Duel. Cada targeta d'Encontre de duel vindrà indicada al text d'efecte de la carta indicant si és un duel de força, de valor o de saviesa. El jugador tira un dau i suma el valor obtingut als punts de la característica que correspongui el duel. El jugador situat a la dreta del jugador actual tira el dau per l'encontre i el suma a la característica de l'enemic. El que aconsegueixi la puntuació més alta, guanya el duel. Si el jugador guanya el duel, suma 1 punt a la característica que s'ha utilitzat al duel. Si el jugador perd el duel, resta 2 punts a la característica que s'ha utilitzat al duel. Un personatge pot evitar un duel descartant la targeta, però perd 1 punt de valor.

- Ajuda. Les targetes d'ajuda solen ser encontres amb personatges amistosos. Es diferencien pen text explicatiu i poden ser tan animals que et permeten augmentar el valor en 1, com per exemple el gos; o com personatges que et donen habilitats especials, com per exemple, poder fer una tirada nova de daus.

- Varis. També trobem altres targetes que són bàsicament objectes, que o bé aporten avantatges o desavantatges al personatge o bé són objectes necessaris per acomplir una missió.

### Targetes d'Esdeveniment
Les targetes d'esdeveniment inclouen la següent informació:
- Nom de l'esdeveniment.
- Text de l'efecte de l'esdeveniment.
- Text amb contingut històric, no rellevant per al joc.
- El símbol instantani:
  - Si hi ha una bola vermella, la carta s'ha de jugar immediatament.
  - Si hi ha una bola blava, la carta es pot guardar per utilitzar-la quan es vulgui.

Els esdeveniments són fets que poden variar el curs del joc. Alguns inclouen regles molt específiques que es descarten quan són utilitzats o quan es compleixen certes condicions. Les targetes d'esdeveniment han d'estar cap per amunt al costat del jugador que les ha agafat mentre estigui activa.

### Targetes de Missió
Les targetes de missió inclouen la següent informació:
- Nom de la missió.
- Text de l'objectiu de la missió.
- Text amb contingut històric, no rellevant per al joc.
- Símbols i nombre de punts de cada característica que atorga la missió quan aquesta es compleix.

Les missions són proves que han de realitzar els jugadors. Aquestes proves, un cop finalitzades, atorguen punts i s'han de conservar al costat del jugador com a prova d'haver-la completat. Quan un jugador agafa una targeta de missió, l'ha de llegir a la resta de jugadors.
Les cartes de missió es col·loquen davant del jugador cap per amunt. En acabar la missió, aquesta targeta es conserva cap per avall per comptabilitzar el nombre de missions acabades, tot i que ja no conta pel nombre màxim de targetes que es poden tenir a la mà, que són 5.
Un jugador pot descartar una missió, però perdrà 1 punt de saviesa.

## Victòria
Per guanyar, el jugador ha d'haver complert els següents requisits:
- Haver obtingut un mínim de 3 punts a cada una de les característiques (força, valor i saviesa).
- Haver completat amb èxit un mínim de 3 missions.
- Vèncer el drac.